# Vertretung des Landes Nordrhein-Westfalen beim Bund
Die Vertretung des Landes Nordrhein-Westfalen beim Bund befindet sich in der Hiroshimastraße 12–16 im Berliner Ortsteil Tiergarten. Sie ist ein Dienstsitz des Bevollmächtigten des Landes Nordrhein-Westfalen beim Bund.

## Behörde
Die Behörde stellt eine Landesvertretung dar. Sie vertritt die Interessen des Landes Nordrhein-Westfalen beim Bund. Damit nimmt sie die föderalen Aufgaben des Landes nach dem Grundgesetz für die Bundesrepublik Deutschland wahr. Der Bevollmächtigter des Landes Nordrhein-Westfalen beim Bund ist für die Koordinierung des Abstimmungsverhaltens von Nordrhein-Westfalen mit anderen Ländern im Bundesrat und allgemein für die Zusammenarbeit der nordrhein-westfälischen Landesregierung mit Bundestag und Bundesregierung zuständig. Der nordrhein-westfälische Bevollmächtigte übt sein Amt teils in der Düsseldorfer Staatskanzlei aus, teils in der Berliner Vertretung des Landes Nordrhein-Westfalen beim Bund, die ihm untersteht. Er ist beim Bundesrat akkreditiert und gehört dessen „Ständigem Beirat“ an. Dieses Gremium besteht aus den sechzehn Bevollmächtigten der Länder. Ähnlich wie der Ältestenrat eines Parlaments ist es beratend für den Bundesratspräsidenten und das Bundesratspräsidium tätig.
Die Aufgabe der Behörde ist es außerdem, die internationalen, teilweise völkerrechtlichen Kontakte des Landes am Botschaftsstandort Berlin zu pflegen, insbesondere zu den Staaten der Europäischen Union.
Seit 1995 sind in Nordrhein-Westfalen – wie in vielen anderen Ländern – die Bundes- und Europaangelegenheiten institutionell miteinander verknüpft. 1998 ging die ursprüngliche Eigenständigkeit des nordrhein-westfälischen „Bundesratsministeriums“ verloren. Heute haben die Landesvertretungen in Berlin und Brüssel den Status von Abteilungen der Düsseldorfer Staatskanzlei. Sie unterstehen allerdings nicht dem Chef der Staatskanzlei, sondern dem in der Staatskanzlei angesiedelten Minister für Bundes- und Europaangelegenheiten sowie dem Bevollmächtigten. Seit 2022 werden jedoch die Aufgaben des Ministers und des Chefs der Staatskanzlei beide von Nathanael Liminski wahrgenommen.
Bis 1990 wurde das Amt des Bevollmächtigten durchgängig von Mitgliedern der Landesregierung Nordrhein-Westfalen wahrgenommen (dreimal, wenn auch nur kurzzeitig, sogar von Ministerpräsidenten: 1954, 1958–1959, 1980). Seit 1990 wird es hauptsächlich (1990–2000, 2002–2004, 2005–2010, 2017–2025) von beamteten Staatssekretären ausgeübt. Von 2015 bis 2017 sowie seit 2025 ist der Bevollmächtigte in Personalunion auch Leiter der NRW-Landesvertretung.
Bevollmächtigte des Landes Nordrhein-Westfalen beim Bund waren:
- Carl Spiecker, Minister (Deutsche Zentrumspartei/CDU), 1949–1953
- Karl Arnold, Ministerpräsident (CDU), 1954
- Artur Sträter, Minister (CDU), 1954–1956
- Karl Siemsen, Minister (SPD), 1956–1958
- Franz Meyers, Ministerpräsident (CDU), 1958–1959
- Johann Ernst, Minister (CDU), 1959–1960
- Artur Sträter, Minister (CDU), 1960–1962
- Gerd Ludwig Lemmer, Minister (CDU), 1962–1966
- Fritz Kaßmann, Minister (SPD), 1966–1968
- Diether Posser, Minister (SPD), 1968–1972
- Friedrich Halstenberg, Minister (SPD), 1972–1975
- Inge Donnepp, Ministerin (SPD), 1975–1978
- Christoph Zöpel, Minister (SPD), 1978–1980
- Johannes Rau, Ministerpräsident (SPD), 1980
- Dieter Haak, Minister (SPD), 1980–1983
- Günther Einert, Minister (SPD), 1983–1990
- Heide Dörrhöfer-Tucholski, Staatssekretärin (SPD), 1990–2000
- Detlev Samland, Minister (SPD), 2000–2001
- Hannelore Kraft, Ministerin (SPD), 2001–2002
- Jutta Köhn, Staatssekretärin (SPD), 2002–2003
- Angelika Marienfeld, Staatssekretärin (SPD), 2003–2004
- Wolfram Kuschke, Minister (SPD), 2004–2005
- Karsten Beneke, Staatssekretär (CDU), 2005–2006
- Michael Mertes, Staatssekretär (CDU), 2006–2010
- Angelica Schwall-Düren, Ministerin (SPD), 2010–2015
- Volker Meier, Leiter der Landesvertretung (SPD), 2015–2017
- Mark Speich, Staatssekretär (CDU), 2017–2025
- Matthias Roßbach, Leiter der Landesvertretung, seit 2025

## Gebäude

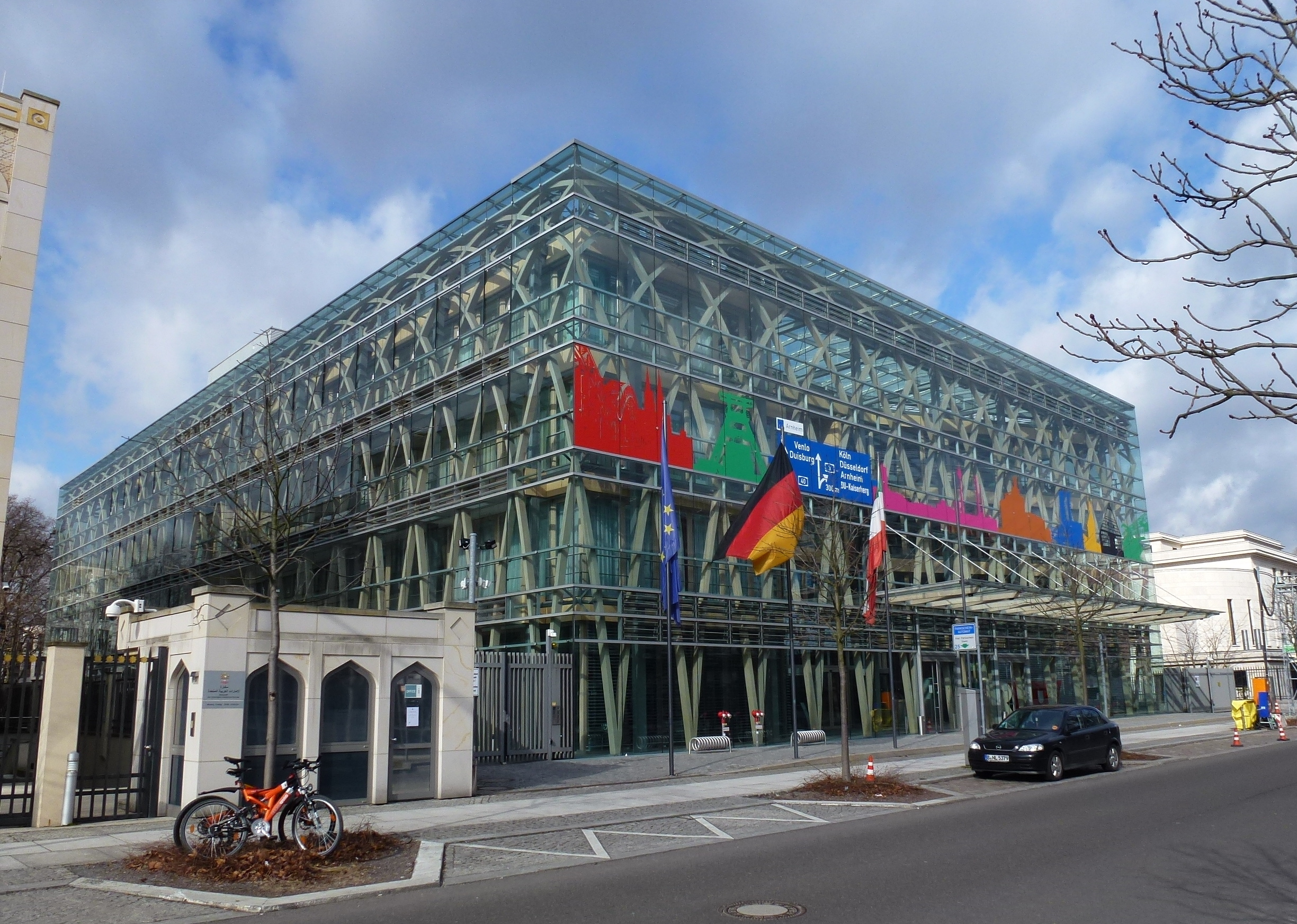
Straßenansicht der Landesvertretung Nordrhein-Westfalen in der Hiroshimastraße, 2012

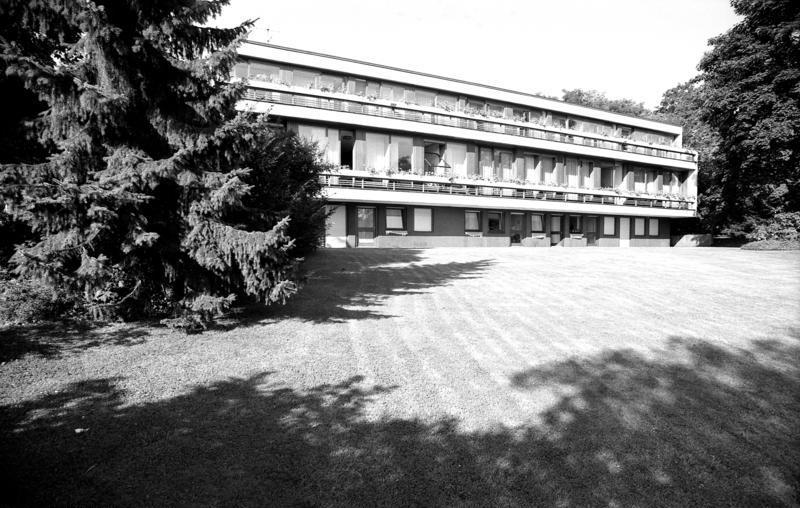
Gartenfront der ehemaligen Landesvertretung Nordrhein-Westfalen in Bonn, 1989

Das Gebäude der Landesvertretung befindet sich am Südrand des Tiergartens im Botschaftsviertel genannten westlichen Teil des Tiergartenviertels zwischen der Botschaft Japans und der Botschaft der Vereinigten Arabischen Emirate, auf deren anderer Seite sich die Landesvertretung von Bremen befindet. Der Neubau des Architekten Karl-Heinz Petzinka wurde von Mai 2000 bis November 2002 erstellt. Der Neubau der NRW-Landesvertretung mit seiner parabelförmigen Rautenfassade aus Holz hat ein um 50 % geringeres Gewicht als Häuser vergleichbarer Größe – sie besteht im Wesentlichen aus Holz, Stahl und Glas; nur im Kellerbereich und für die Treppenhäuser wurde der Baustoff Beton verwendet. Im Mai 2000 erfolgte der erste Spatenstich für die Vertretung, die eine Hauptnutzfläche von 3905 m², eine Verkehrsfläche (mit Wintergärten) von 2600 m² und 495 m² Funktionsfläche bietet. Die geschätzten Baukosten lagen bei 27,1 Millionen Euro.
Der Vorgänger der heutigen Landesvertretung in Berlin war von 1954 bis 2000 die Landesvertretung Nordrhein-Westfalen in Bonn, im Stadtteil Gronau, Dahlmannstraße 2. Dieses Gebäude wird heute von der Fraunhofer-Gesellschaft für das Bonn-Aachen International Center for Information Technology genutzt.

## Geschichte
Bereits im Kaiserreich waren die Länder in Berlin mit Gesandtschaften beim Preußischen König vertreten. Auch in der Weimarer Republik wurden die Landesvertretungen beibehalten. Diese Tradition riss durch die Einführung eines Zentralstaats 1933 ab, wurde aber nach 1945 mit dem Wiederaufbau einer föderalen Ordnung in den westlichen Besatzungszonen Deutschlands und im Zuge des Vereinigungsprozesses 1990 auch auf dem Gebiet der ehemaligen DDR erneut aufgenommen.
Bereits vor Gründung der Bundesrepublik Deutschland bestanden auf Zonenebene gemeinsame länderübergreifende Strukturen. Von April 1948 bis zu seiner Berufung zum ersten Bevollmächtigten Nordrhein-Westfalens am 23. September 1949 war Carl Spiecker Vertreter des Landes beim Länderrat für das Vereinigte Wirtschaftsgebiet.

## Westwind e.V.
Die Landesvertretung förderte die im März 2008 vollzogene Gründung des Vereins Westwind – Wir Nordrhein-Westfalen in Berlin e. V. Dieser Verein wendet sich vor allem an Bürger Nordrhein-Westfalens, die in Berlin und Brandenburg leben. Dem „Westwind“-Vorstand gehört der Bevollmächtigte des Landes Nordrhein-Westfalen durch eine entsprechende Klausel in der Satzung ex officio (als geborenes Mitglied) an. Diese Regelung soll ein harmonisches und komplementäres Miteinander von Verein und Vertretung des Landes sicherstellen.